# Comunicações estatais no Império Neoassírio

À medida que o Império Neoassírio crescia, o sistema de comunicação do Estado simplificou as comunicações entre sua corte imperial e os governadores das províncias

As comunicações do Estado no Império Neoassírio permitiram que o rei assírio e seus oficiais enviassem e recebessem mensagens em todo o império de forma rápida e confiável. As mensagens foram enviadas usando um sistema de retransmissão (assírio: kalliu), que foi revolucionário para o início do primeiro milênio a.C. As mensagens eram levadas por cavaleiros militares que viajavam em mulas. A intervalos, os cavaleiros paravam em estações construídas para esse fim e as mensagens eram passadas para outros cavaleiros com novas montarias. As estações foram posicionadas em intervalos regulares ao longo do sistema de estradas imperial. Como as mensagens podiam ser transmitidas sem demora e sem esperar que os cavaleiros descansassem, o sistema proporcionou uma velocidade de comunicação sem precedentes, que não foi superada no Oriente Médio até a introdução do telégrafo.

## História
O Império Neoassírio foi um império da Idade do Ferro centrado na Mesopotâmia. O reinado de Adadenirari II (r. 911–891 a.C.) foi considerado o início do império. Ele e seus sucessores — até o final do século VII a.C. — expandiram o império para dominar a maior parte do Oriente Médio moderno, do Egito no oeste ao Golfo Pérsico no leste. À medida que o império crescia, introduziu várias inovações administrativas e de infraestrutura, que se tornaram modelos para impérios posteriores, incluindo os impérios romano e persa.

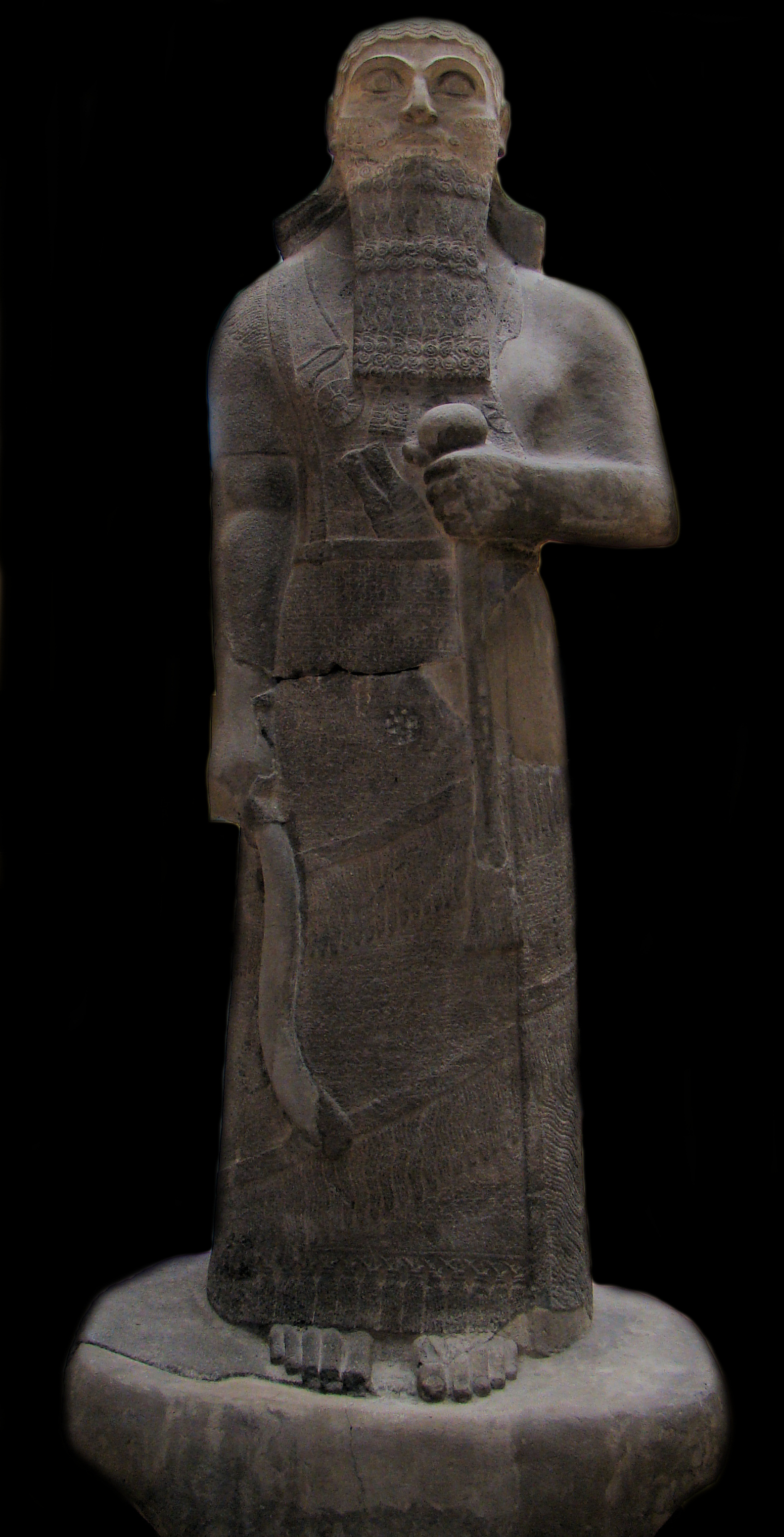
O sistema de comunicação imperial provavelmente foi introduzido durante o reinado de Salmaneser III, retratado nesta estátua.

O sistema de comunicação estatal foi desenvolvido para resolver os desafios de governar um grande império. Provavelmente se originou durante o reinado de Salmaneser III (r. 858–824 a.C.), 
quando a Assíria já era a maior potência do Oriente Médio. Para governar e manter a coesão dentro do império, o rei, seus funcionários da corte e seus governadores nas províncias precisavam de um sistema rápido e confiável para se comunicar.

## Componentes

### Mula

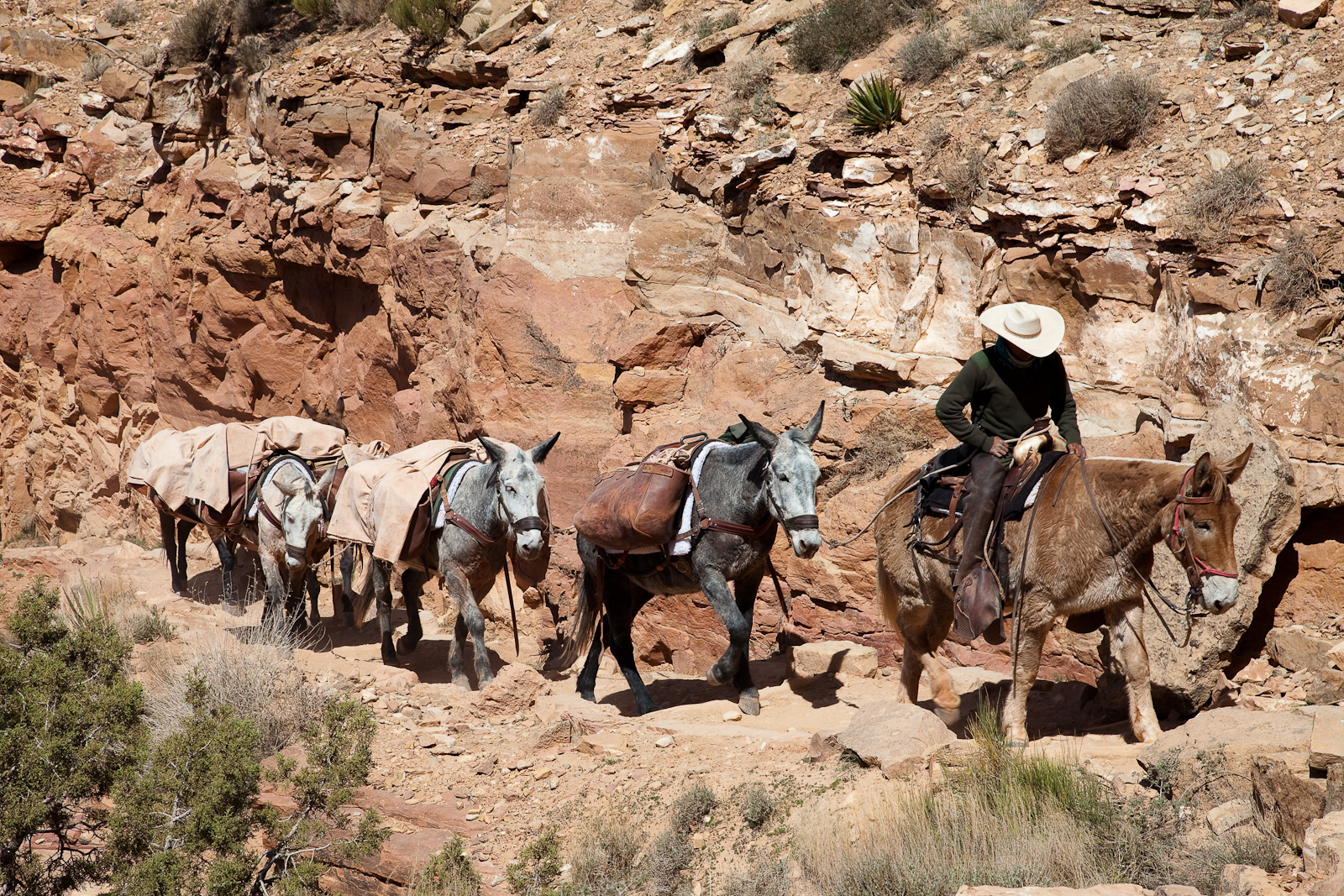
Os assírios foram os primeiros a usar mulas para viagens de longa distância em terrenos difíceis, uma prática que continua até hoje. Esta imagem mostra um trem de mulas na região do Grand Canyon, nos Estados Unidos.

Os mensageiros estatais de longa distância foram montados exclusivamente em mulas. A Assíria foi a primeira civilização a usar mulas para esse fim. Mulas são híbridos frutos do cruzamento entre um cavalo e um burro. Eles combinam a força de um cavalo e a robustez de um burro. Sua infertilidade e necessidade de treinamento extensivo significavam que eram caros, mas sua força, resistência e baixa manutenção os tornavam ideais para viagens de longa distância nas condições e climas do Império Neoassírio. As mulas também eram boas para nadar em riachos — um obstáculo comum em toda a Mesopotâmia. Os cavaleiros no sistema de comunicação assírio normalmente viajavam com duas mulas, para que não ficassem parados se um ficasse manco, e alternando as montarias para mantê-los descansados.

### Pilotos de revezamento
As mensagens oficiais podem ser enviadas por carta transportada por uma série de pilotos de revezamento ou por um enviado de confiança. O sistema de retransmissão (kalliu) foi uma inovação assíria e permitiu uma velocidade de comunicação muito mais rápida. Em vez de depender de um enviado de confiança para percorrer toda a distância, no sistema de revezamento, cada piloto individual cobria apenas um segmento da rota. O segmento terminava em uma estação, onde o cavaleiro passava a carta para um novo cavaleiro com um novo par de mulas. Como os animais e cavaleiros eram trocados a cada parada sem esperar que os anteriores descansassem, as mensagens eram entregues muito mais rapidamente. Os cavaleiros e suas mulas foram fornecidos pelos militares assírios.
Apesar da velocidade do sistema de retransmissão, enviados confiáveis também eram usados quando a velocidade de comunicação não era vital, e eram preferidos para mensagens muito sensíveis ou que exigiam respostas no local. Às vezes, ambos os métodos eram usados simultaneamente, como no caso de uma carta sobrevivente do então príncipe herdeiro Senaqueribe para seu pai Sargão II.

### Rede de estradas
O Império Neoassírio construiu um sistema de estradas conectando todas as partes do império. Essas estradas, chamadas hūl šarri (ou harran šarri no dialeto babilônico, "estrada do rei"), podem ter surgido a partir das estradas militares usadas para campanha. Eles foram continuamente expandidos, com a maior expansão ocorrendo entre os reinados de Salmaneser III (r. 858–824 a.C.) e Tiglate-Pileser III (r. 745–727 a.C.).

### Estações

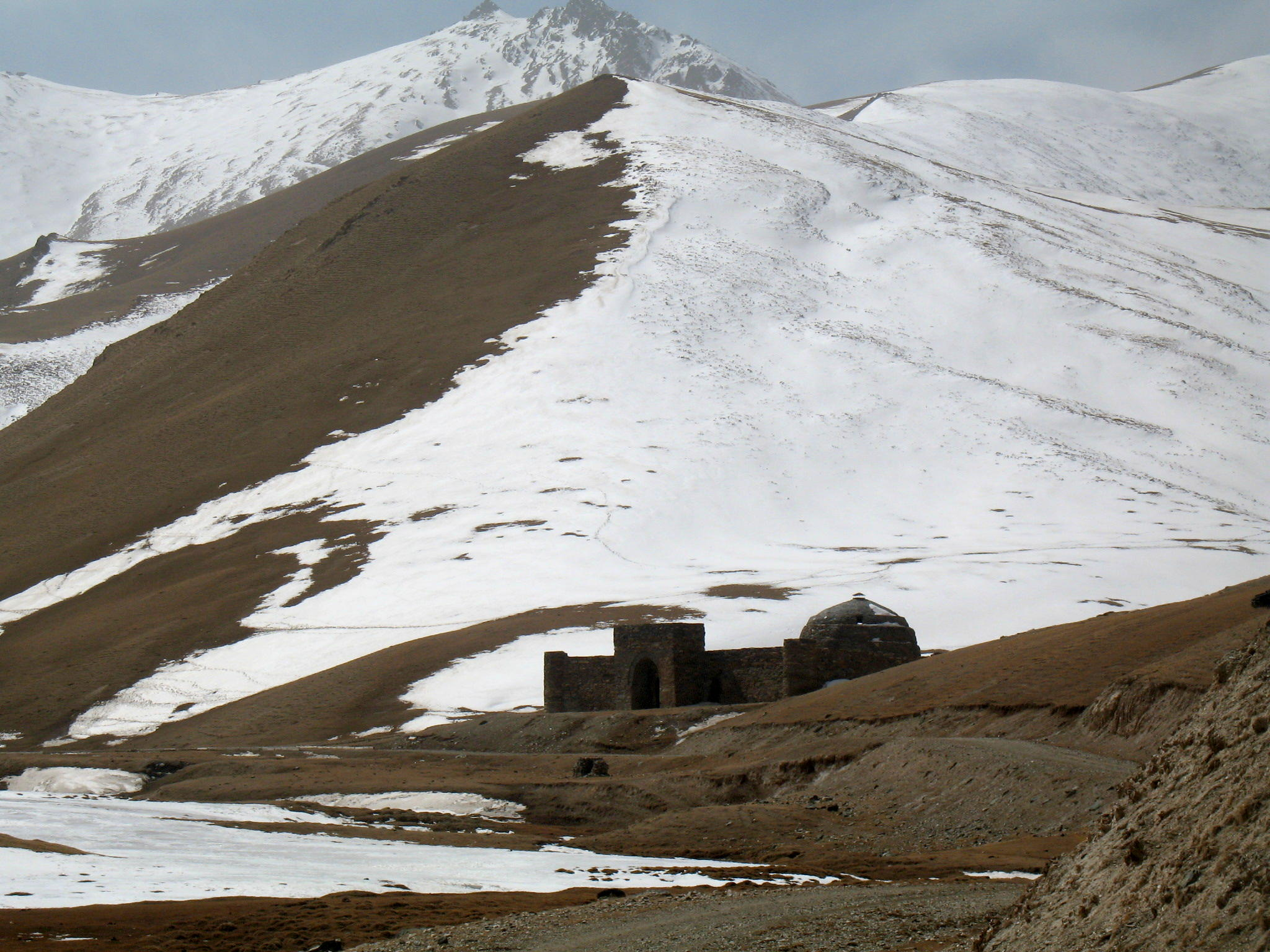
Como os caravançarais no mundo muçulmano (o caravançarai Tash Rabat do Quirguistão na imagem), as estações rodoviárias assírias eram estruturas construídas especificamente para fornecer abrigo e suprimentos para viajantes de longa distância.

Para apoiar o sistema de comunicação, os governadores do império mantinham uma série de estações em suas províncias em intervalos regulares ao longo da estrada do rei. Em assírio eles eram chamados bēt mardēti ("casa da etapa de uma rota"). Nessas estações, os cavaleiros passavam suas cartas para novos cavaleiros com mulas descansadas. Eles estavam localizados em assentamentos estabelecidos, como o de Nipur, ou em locais remotos, onde constituíam assentamentos isolados por conta própria. As distâncias entre as estações eram de cerca de 35 a 40 quilômetros (22 a 25 milhas). As estações forneceram abrigo de curto prazo e suprimentos para cavaleiros, enviados e seus animais.
Essas estações eram comparáveis aos caravançarais posteriores construídos em todo o mundo muçulmano para viajantes comerciais, no sentido de que foram construídas especificamente para fornecer abrigo para viajantes de longa distância. No entanto, ao contrário dos caravançarais, as estações rodoviárias assírias eram de uso exclusivo de mensagens estatais autorizadas e não abertas a viajantes particulares. Nenhuma estação rodoviária sobrevivente foi identificada ou escavada e os historiadores só conhecem suas descrições a partir de textos assírios.

### Autorização e autenticação
O uso do sistema postal imperial era restrito a mensagens de um conjunto de altos funcionários do Estado. A professora de história do Antigo Oriente Próximo, Karen Radner, estimou que estava disponível para um grupo de cerca de 150 funcionários que eram chamados de "Grandes" da Assíria. Todos eles seguravam uma cópia do selo real assírio que carimbavam nas mensagens para identificar sua autoridade. O selo mostrava o rei assírio em combate com um leão desenfreado e era reconhecido em todo o império. Apenas cartas com este selo poderiam ser enviadas usando o sistema estatal.

## Significância
As rápidas comunicações de longa distância entre a corte imperial e as províncias foram importantes para a coesão do império e foi um dos fatores que sustentaram a dominação do Império Neoassírio no Oriente Médio. Mario Liverani diz que a Assíria era um "império de comunicações", e Karen Radner opina que o sistema de comunicação imperial "pode muito bem constituir a contribuição mais importante da Assíria para a arte do governo" e se tornou "uma ferramenta padrão na administração de impérios".
O sistema introduzido pelos assírios foi adotado por impérios posteriores, incluindo o Império Aquemênida, que herdou e expandiu consideravelmente a rede de comunicação assíria existente. O sistema também foi a base do Pony Express do século XIX nos Estados Unidos. O uso de retransmissores de mensageiros anônimos — em vez de um enviado confiável que deve percorrer toda a distância — foi uma prática que os assírios introduziram e continua a ser a base dos sistemas postais de hoje.
Radner estimou que uma mensagem da província fronteiriça ocidental de Que (perto da atual Adana, Turquia) para o coração assírio — 700 quilômetros (430 milhas) em linha reta e exigindo a travessia do Eufrates, Tigre e muitos afluentes, nenhum dos quais tinha pontes — levou menos de cinco dias para chegar. Essa velocidade de comunicação foi sem precedentes e não foi superada no Oriente Médio até a introdução do telégrafo na região durante a era otomana em 1865.